# حركة الفهود السود
الفهود السود حركة يهودية يسارية انشأئها يهود إسرائيل الشرقيين بعد ضغوط وعوامل اجتماعية أبرزها العنصرية من اليهود الغربيين.

## سبب إنشاء الحركة
أدى تدفق المهاجرين الصهيونيين من مختلف أنحاء العالم إلى فلسطين بعد ترحيل أهلها العرب إلى ظهور تناقضات اجتماعية واسعة النطاق بسبب اختلاف البيئة الاجتماعية وتفاوت مستوى الثقافة. خصوصاً بين اليهود الشرقيين واليهود الغربيين الذين وفدوا من أوروبا والولايات المتحدة. وقد بدأ اليهود الشرقيون يشعرون بالتمييز الواضح بينهم وبين اليهود الغربيين فيما يتعلق بالتوظيف والترقية وحتى بنوعية الخدمات الحكومية التي يحصلون عليها، مما خلق لديهم شعوراً بالمرارة والظلم الاجتماعي. وقد أدت جميع هذه التناقضات إلى ظهور تمرد بين بعض اليهود الشرقيين ولا سيما المقيمين في مدينة القدس أطلقت على نفسها في عام 1971 اسم الفهود السود. وقد بدأ نشاط المجموعة في شهر حزيران من العام نفسه بإصدار نشرة تنطق بلسان الحركة باسم كلمة الفهود السود بعد أن تم تسجيلها كجمعية قانونية لدى وزارة الداخلية.

## الهدف
ومن زعماء الحركة البارزين كوخابي شميس وحاييم ترجمان. وقد أكد أن هدف الحركة هو إحداث ثورة اجتماعية وبناء مجتمع يساري جديد لا مثيل له في العالم حتى الآن، والتعاون مع العرب والمسحوقين الفقراء ضد النظام القائم. وقد قررت الحركة عدم خوض الانتخابات والاكتفاء بتأييد حزب راكاح. وعندما ظهرت الحركة تخوفت الحكومة الإسرائيلية من أسلوب العنف الذي تنادي به الأمر الذي دفعها إلى محاولة التخلص من نشاطها بالإيعاز لأجهزة الأمن الإسرائيلية بمضايقة أعضائها. كما جرت محاولات حزبية عديدة ولا سيما من جانب حزب حيروت وحزب العمل لاحتواء نشاط الحركة عن طريق إغراء أعضائها بالمال.

## النهاية
وما لبث نشاط حركة الفهود السود أن تضاءل وانشقت على نفسها. ففي 26 اغسطس 1973 تم فك الارتباط بين حركة الفهود السود وحركة الديمقراطيين الإسرائيليين بزعامة شالوم كوهين. وكان الفريقان قد أعلنا في 21/2/1973 عن قيام حركة جديدة من أجل القضاء على التمييز العنصري ومحاربة الفقر وإقامة تعاون سلمي مع الشعب الفلسطيني والدول العربية. ولكن انعدام المثابرة لدى شباب الحركة أدى إلى هبوط نشاطها وتبعثر أعضائها.

## المصدر
- حركة الفهود السود مفاهيم ومصطلحات عبرية. موقع فلسطين إلى الأبد.